# Соппе, Эдит
Эдит Соппе (исп. Edith Soppe; 10 августа 1961 — 22 ноября 2005) — аргентинская шахматистка, международный мастер среди женщин (1978).
Трёхкратная чемпионка Аргентины среди женщин (1979—1981)
В составе национальной сборной участница 4-х Олимпиад (1976—1982).

## Изменения рейтинга
| Графики недоступны из-за технических проблем. См. информацию на Фабрикаторе и на mediawiki.org. |